# 586 pr. n. št.

## Dogodki

### Ukinitve
- Judejsko kraljestvo, ustanovljeno 930 pr. n. št.